# Лун Юнь
Лун Юнь (кит. 龙云; 27 ноября 1884, Чжаотун, Юньнань — 27 июня 1962, Пекин) — китайский военный и государственный деятель. Губернатор провинции Юньнань (1928-1945). В октябре 1945 года был смещён Ду Юймином по приказам Чан Кайши.

## Биография
Родился в 1884 году. По происхождению принадлежал к народу И. Его двоюродным братом был Лу Хань. С ранних лет участвовал в борьбе против Империи Цин. После Синьхайской революции служил в армии Юньнаня. В 1927 году совершил переворот и вместе с союзниками низложил и изгнал Тан Цзияо и стал губернатором Юньнаньской клики. В должности губернатора был с 1928 по 1945 год. После прихода коммунистов к власти вернулся в Юньнань в 1950 году. Присоединившись к Коммунистической партии Китая, вновь стал губернатором Юньнаня.

### Годы правления
После государственного переворота в 1927 году Лун Юнь стал губернатором Юньнаня. Будучи у власти, он поставил себе цель перестроить Юньнань. Провел военные, политические, экономические, культурные и образовательные реформы. В годы его правления процветала демократия и стабильность. Он реорганизовал экономику, а также стабилизировал налогообложение. Приоритет отдавался текстилю. Активно производилась медь и вольфрам. Важной частью его проекта было улучшение инфраструктуры, которая была не в лучшем состоянии в Юньнани. Для улучшения инфраструктуры он учредил предприятия для строительства Бирманской, Юньнань-Сычуаньской, Юньнань-Гуансийской дорог и других железных дорог. Он работал над расширением зернового хозяйства. Благодаря реформам Лун Юня столицу Юньнаньской клики — Куньмин, стали называть «демократическая крепость».

### Вторая Японо-Китайская война
Лун Юнь был назначен командиром 1-й армейской группы, воевавшей против японцев в Юньнани. Центральное правительство сделало из Юньнани военную базу против Японии. Во время войны строились новые промышленные предприятия и шла активная добыча ресурсов региона.
Китайцы провели контратаку через ущелье в 1944 году, чтобы вернуть китайскую часть Бирманской дороги, когда силы Индии и Британской Бирмы очистили бирманскую часть дороги.

### Возвращение в Пекин
Лун Юнь вернулся в Юньнань в 1950 году, после создания Китайской Народной Республики. Приглашая его обратно, коммунисты действовали по принципу враг моего врага — мой друг. Лун Юнь был не только переназначен губернатором, но и получил несколько высокопоставленных должностей, таких как член Китайской народной политической консультативной конференции и Постоянного комитета Всекитайского собрания народных представителей. Он также стал заместителем председателя Комитета национальной обороны и заместителем председателя Административного совета Юго-Западного Китая.
27 июня 1962 года Лун Юнь умер от инфаркта миокарда в Пекине в возрасте 78 лет.